# Emayatzy Corinealdi

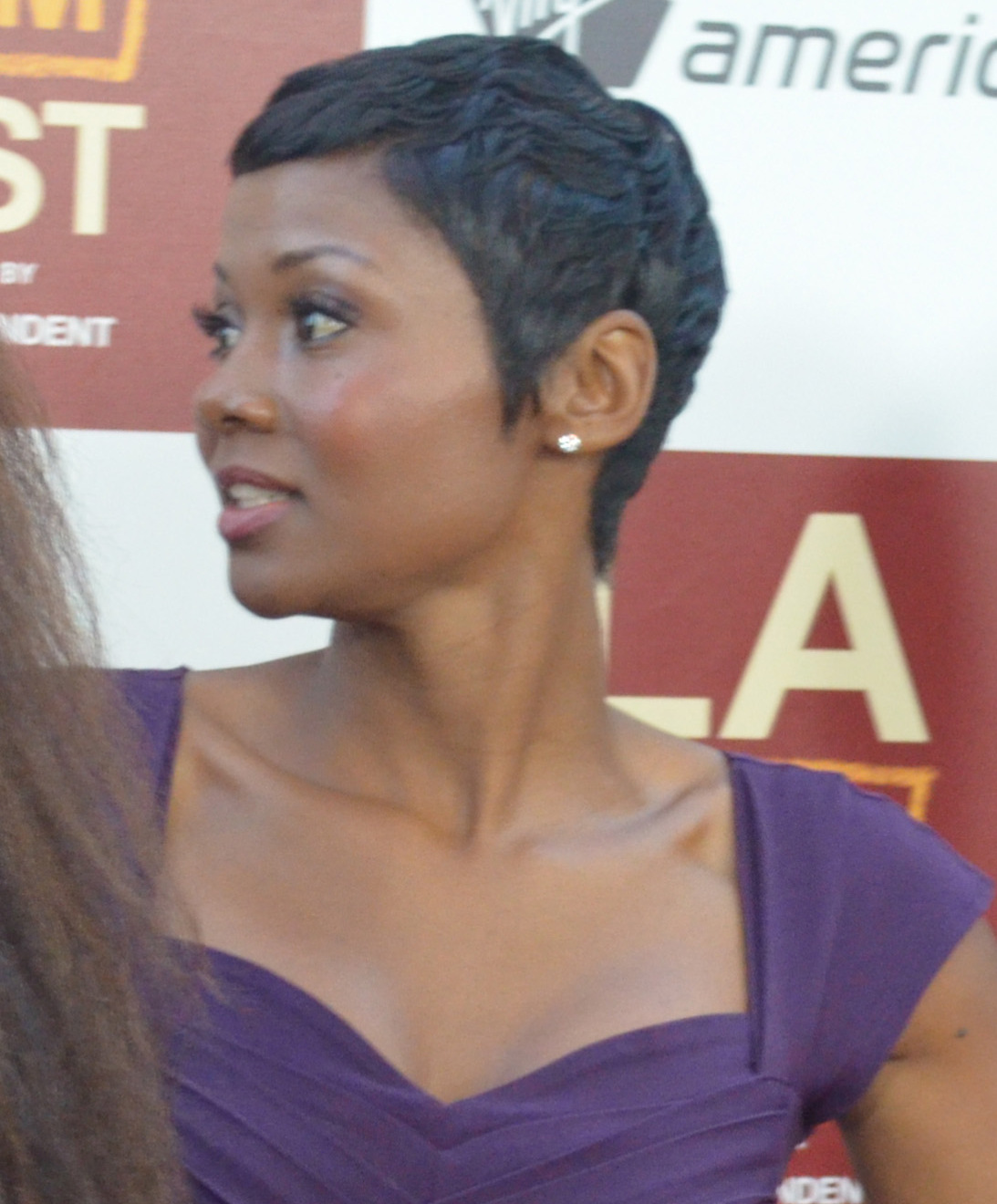
Emayatzy Corinealdi (2012)

Emayatzy Evett Corinealdi (* 14. Januar 1980 in Fort Knox, Kentucky) ist eine US-amerikanische Schauspielerin. Bekanntheit erlangte sie vor allem durch die Rollen aus den Serien Hand of God und Ballers.

## Frühe Jahre
Emayatzy Corinealdi wurde als Tochter eines Panamaers und einer aus Ohio stammenden Afroamerikanerin in Fort Knox geboren. Als Kind einer Militärfamilie verbrachte sie einen Großteil ihrer Kindheit im Ausland, darunter auch Deutschland. Nach ihrem Schulabschluss lernte sie zunächst am Actor’s Training Studio im Bundesstaat New Jersey das Schauspiel und wechselte anschließend ans William Esper Studio in Manhattan. Den Wunsch Schauspielerin zu werden fasste sie auf der Oberstufe zu Highschoolzeiten. Zu Beginn ihrer Schauspielausbildung arbeitete sie nebenbei beispielsweise als Personal Trainerin und Assistentin, bevor sie sich vollständig auf die Schauspielerei fokussierte.

## Karriere
Corinealdis erste Schauspielrollen vor der Kamera umfassten in erster Linie Auftritte in Kurzfilmen. Das erste Mal war sie im Jahr 2000 in Mortality zu sehen. 2007 zog sie nach Los Angeles an die Westküste, wo sie eine kleine Rolle in der Soap Schatten der Leidenschaft bekam. Ein paar Jahre später übernahm sie 2012 die Hauptrolle in Ava DuVernays Independentfilm Middle of Nowhere. Es stellte ihre erste Hauptrolle in einem Spielfilm dar, der auf dem Sundance Film Festival 2012 uraufgeführt wurde. Neben zahlreichen Nominierungen wurde sie bei den Gotham Awards als Best Rising Star ausgezeichnet.
2014 trat Corinealdi  als Brina im Drama Addicted auf. 2015 war sie im Horrorthriller The Invitation zu sehen und wirkte zudem als Frances Taylor in Miles Ahead unter der Regie von Hauptdarsteller Don Cheadle mit. Seit 2014 trat sie als Gastdarstellerin in den Serien Criminal Minds, Rosewood, Roots und Evil auf. Von 2014 bis 2017 war sie als Tessie Graham in der Serie Hand of God zu sehen. Seit 2017 stellt sie Candace Brewe in der Serie Ballers dar. 2019 war sie als Tia Young in einer der Hauptrollen der Serie The Red Line zu sehen. Ihre Leistung brachte ihr eine Nominierung bei den Black Reel Awards ein.

## Filmografie (Auswahl)
- 2000: Mortality (Kurzfilm)
- 2003: Pretty Lady
- 2005: Beauty Shop
- 2006: My American Nurse
- 2007: Cordially Invited
- 2007: Schatten der Leidenschaft (The Young and the Restless, Fernsehserie, 4 Episoden)
- 2007: Katrina (Fernsehfilm)
- 2008: The Nanny Express (Fernsehfilm)
- 2008: Wednesday Again
- 2010: Romantically Challenged (Fernsehserie, Episode 1x04)
- 2011: Gun Hill (Fernsehfilm)
- 2012: Middle of Nowhere
- 2014: Criminal Minds (Fernsehserie, Episode 9x19)
- 2014: In the Morning
- 2014: Addicted
- 2014–2017: Hand of God (Fernsehserie, 20 Episoden)
- 2015: The Invitation
- 2015: Miles Ahead
- 2015: Rosewood (Fernsehserie, Episode 1x09)
- 2016: Roots (Miniserie, 2 Episoden)
- 2017: The Get (Fernsehfilm)
- 2017–2019: Ballers (Fernsehserie)
- 2019: The Red Line (Fernsehserie, 8 Episoden)
- 2019: Beats
- 2020: Evil (Fernsehserie, Episode 1x22)
- 2022: Reasonable Doubt (Fernsehserie, 10 Episoden)

## Auszeichnungen und Nominierungen (Auswahl)
AAFCA Award
- 2012: Auszeichnung als Beste Darstellerin für Middle of Nowhere

Black Reel Award
- 2013: Nominierung als Beste Darstellerin und als Best Breakthrough Performance für Middle of Nowhere
- 2017: Nominierung als Beste Nebendarstellerin in einer Miniserie oder Fernsehfilm für Roots
- 2019: Nominierung als Beste Nebendarstellerin in einer Miniserie oder Fernsehfilm für The Red Line

Film Independent Spirit Award
- 2013: Nominierung als Beste Hauptdarstellerin für Middle of Nowhere

Gotham Award
- 2012: Auszeichnung als Breakthrough Actor für Middle of Nowhere

NAACP Image Award
- 2013: Nominierung als Beste Darstellerin in einem Spielfilm für Middle of Nowhere
- 2017: Nominierung als Beste Darstellerin – Fernsehfilm/Miniserie für Roots